# 土屋政成
土屋 政成（つちや まさなり）は、安土桃山時代から江戸時代の武士。土屋讃岐守家の第2代当主。

## 生涯
永禄5年（1562年）に土屋定政の長男として誕生した。幼少より武田勝頼に仕える。武田家滅亡後、天正20年（1592年）武蔵国八王子に閑居する。その後に病により歩行が不自由となる。
寛永12年（1635年）6月23日、74歳にて没する。

## 年表
- 1562年 - 誕生
- 1592年 - 武蔵国八王子に閑居
- 1635年 - 死去